# Karel Vávra
Karel Vávra (* 28. August 1946 in Brno) ist ein ehemaliger tschechoslowakischer Radrennfahrer.

## Sportliche Laufbahn
1968 siegte er im Etappenrennen Serbien-Rundfahrt vor Miloš Hrazdíra. In der Internationalen Friedensfahrt wurde er Zweiter hinter Axel Peschel. Die Irland-Rundfahrt beendete er als Dritter. 1970 wurde er 16. der Friedensfahrt. 1971 holte er einen Etappensieg im Giro del Bergamasco und bestritt die Tour de l’Avenir, die er auf dem 8. Platz beendete. Anfang der 1980er Jahre war er Nationaltrainer der Straßenradsportler. Später war er Sportlicher Leiter im Radsportteam Ed’ System ZVVZ.